# Dale Stevenson
Dale Stevenson, född 1 januari 1988, är en friidrottare från Australien. Han deltog vid olympiska sommarspelen 2012.